# Robert Bylot
Robert Bylot fue un destacado marino inglés del siglo XVII, recordado por haber participado en cuatro viajes de exploración en el Ártico. Poco se sabe sobre su vida, aunque está considerado como uno de los más audaces de los primeros exploradores del Ártico canadiense. Tal vez una desafortunada experiencia con Henry Hudson en 1611 le condenó a una oscuridad relativa. 

## Biografía
Bylot fue el piloto de Hudson en la nave Discovery cuando navegaron por vez primera en lo que hoy se conoce como bahía de Hudson. Durante las luchas que siguieron, fue despojado de su rango, y, finalmente, se sumó a los amotinados que dejaron a la deriva en un bote abierto a Hudson, su hijo y varios marineros. Gracias a las habilidades en la navegación de Bylot, el resto de la tripulación pudo salvarse ya que probablemente habrían sufrido la misma suerte que los abandonados en la bahía. Fue capaz de hacer navegar el barco de vuelta a Inglaterra, logrando por ello un indulto por sus acciones durante el motín. 
En 1612, Bylot regresó a la bahía de Hudson, esta vez con sir Thomas Button. Llegaron a la desembocadura del río Nelson, donde pasaron el invierno. En la primavera de 1613 continuaron al norte, llegando a una latitud de 65°, antes de regresar a Inglaterra. 
En 1615 y 1616, Bylot continuó la búsqueda del Paso del Noroeste como capitán de su propio buque, el Discovery. El viaje de 1615 había demostrado que a través del estrecho de Hudson no estaba la anhelada ruta a Asia. Al año siguiente, varios notables logros fueron posibles gracias a una combinación del talento para la navegación en hielo de Bylot, y la brillante navegación y habilidad cartografica de su piloto, William Baffin. Robert Bylot y su tripulación fueron los primeros europeos en avistar Jones Sound, Lancaster Sound y Smith Sound, los tres importantes entrantes de la parte septentrional de la bahía de Baffin, a las que dieron el nombre de varios de los patrocinadores del viaje: el concejal Jones, sir James Lancaster, comerciante, y sir Thomas Smith, diplomático (1513-77). Cartografiaron toda la bahía, que fue nombrada en honor de Baffin. Y, más significativamente, fueron capaces de llegar a 77°45' de latitud norte, un récord que tardó 236 años en ser superado. 
Bylot navegó con éxito de vuelta a Inglaterra, pero nada se sabe sobre su vida después de este punto. William Baffin a menudo recibe todo el crédito por los éxitos del viaje de 1616.

## Reconocimiento
En su honor, lleva su nombre isla Bylot, una isla descubierta en el viaje de 1615-16 y localizada a mitad de la ribera occidental de la bahía de Baffin, en la parte meridional del Lancaster Sound.